# Sensor fotoelèctric
Un sensor fotoelèctric és un dispositiu electrònic que respon al canvi en la intensitat de la llum. Aquests sensors requereixen un component emissor que genera la llum, i un component receptor que "veu" la llum generada per l'emissor.
Tots els diferents modes de sensorització es basen en aquest principi de funcionament. Estan dissenyats especialment per la detecció, classificació i posicionament d'objectes; la detecció de formes, colors i diferències de superfície, inclús sota condicions ambientals extremes.
Els sensors de llum s'utilitzen per detectar el nivell de llum i produir un senyal de sortida representativa respecte a la quantitat de llum detectada. Un sensor de llum inclou un transductor fotoelèctric per convertir la llum a un senyal elèctric i pot incloure una electrònica per condicionament del senyal, compensació per sensibilitats creuades com la temperatura i formateig del senyal de sortida.
El sensor de llum més comú és el LDR -Light Dependant Resistor o Resistor dependent de la llum-. Un LDR és bàsicament un resistor que canvia la seva resistència quan canvia la intensitat de la llum.

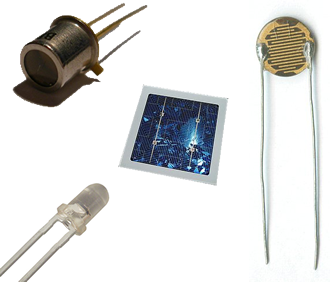
Sensors de llum més característics

## Conceptes teòrics
Espectre electromagnètic:
Atenent a la seva longitud d'ona, la radiació electromagnètica rep diferents noms. Des dels energètics raigs gamma (amb una longitud d'ona de l'ordre de picometres) fins a les ones de ràdio (longituds d'ona de l'ordre de diversos quilòmetres), passant per la llum visible, la longitud d'ona de la qual està al rang de les dècimes de micra. El rang complet de longituds d'ona forma l'espectre electromagnètic, del qual la llum visible no és més que un minúscul interval que va des de la longitud d'ona corresponent al violeta (380 nm) fins a la longitud d'ona del vermell (780 nm).
Si parlem de llum en sentit estricte ens referim a radiacions electromagnètiques, la longitud d'ona de les quals és capaç de captar l'ull humà, però tècnicament, l'ultravioleta, les ones de ràdio o les microones també són llum, ja que l'única diferència amb la llum visible és que la seva longitud d'ona queda fóra del rang que podem detectar amb els nostres ulls; simplement són "colors" que ens resulten invisibles, però podem detectar-los mitjançant instruments específics.